# علی‌اغول‌لار
الیوگولار، ینیپازار (به لاتین: Alioğullar, Yenipazar) یک منطقهٔ مسکونی در ترکیه است که در استان آیدین واقع شده‌است.

## خصوصیات
الیوگولار ۲۵۵ نفر جمعیت دارد.